# Gare de Petit-Croix
Pour les articles homonymes, voir Gare de Croix.
La gare de Petit-Croix est une gare ferroviaire française de la ligne de Paris-Est à Mulhouse-Ville, située sur le territoire de la commune de Montreux-Château, à proximité de Petit-Croix, dans le département du Territoire de Belfort, en région Bourgogne-Franche-Comté.
C'est une halte de la Société nationale des chemins de fer français (SNCF), des réseaux TER Bourgogne-Franche-Comté et TER Grand Est, desservie par des trains express régionaux.

## Situation ferroviaire
Établie à 347 mètres d'altitude, la gare de Petit-Croix est située au point kilométrique (PK) 454,270 de la ligne de Paris-Est à Mulhouse-Ville, entre les gares de Chèvremont et de Montreux-Vieux.
Le raccordement de Petit-Croix, situé un peu après la gare en direction de Paris, permet de relier la LGV Rhin-Rhône à la ligne classique (qui devrait ne plus servir avec la phase 2 de la Branche Est).

## Histoire
Le traité de Francfort de 1871 annexe l'Alsace-Lorraine à l'Empire allemand. La gare de Montreux-Vieux, qui se trouve alors en territoire allemand, devient une importante gare frontière. Cette situation nécessite la construction d'une nouvelle gare côté français.
Située sur le territoire de Montreux-Château et ouverte en 1871, la gare prend le nom de Petit-Croix pour éviter toute confusion avec sa voisine.
En 2016, selon les estimations de la SNCF, la fréquentation annuelle de la gare est de 19 245 voyageurs ; ce nombre s'est élevé à 23 599 en 2015 et à 34 387 en 2014.

## Fréquentation
De 2015 à 2024, selon les estimations de la SNCF, la fréquentation annuelle de la gare s'élève aux nombres indiqués dans le tableau ci-dessous.
| Année     | 2015   | 2016   | 2017   | 2018   | 2019   | 2020   | 2021   | 2022   | 2023   | 2024   |
| --------- | ------ | ------ | ------ | ------ | ------ | ------ | ------ | ------ | ------ | ------ |
| Voyageurs | 23 786 | 16 124 | 12 130 | 12 121 | 18 014 | 16 419 | 19 990 | 25 955 | 25 391 | 28 722 |

## Service des voyageurs

### Accueil
Halte SNCF, c'est un point d'arrêt non géré (PANG) à entrée libre. Une passerelle permet la traversée des voies.

### Desserte
Petit-Croix est desservie par des trains express régionaux qui effectuent des missions entre les gares de Belfort et de Mulhouse-Ville.

## Patrimoine ferroviaire
L'ancien bâtiment voyageurs est reconverti en habitation privée. Les deux anciennes halles à marchandises sont toujours présentes aux abords de la gare. L'une abrite un garage pour automobiles et l'autre a été réhabilitée en habitation privée.